# Kis olasz agár
A kis olasz agár egy kis termetű kutyafajta.

## Származása és története
A legősibb agárfajták közé tartozik, amelyek már a bronzkorban is jelen voltak. Mai formája az ókorig vezethető vissza. Eredete az ókori görögökig és egyiptomiakig nyúlik vissza. Régen a királyok és a finom hölgyek kedvence volt. Legismertebb kedvelője minden kétséget kizáróan Nagy Frigyes porosz király volt, aki nagy tenyészetet tartott fenn.

## Külleme
Testének hossza azonos a marmagassággal, vagy némileg kisebb annál. A hát és a lágyék vonala ívelt, és simán folytatódik az erősen lejtős farban. Sima, rövid szőrzete kevésbé vedlik és szinte szagtalan. Lehetséges színei az egyöntetű, világos kávébarna, a fekete, és a palaszürke különböző árnyalatai – esetleg némi fehér színnel a mellen és a mancsokon. Egy pöttyös változat is ismert, de azt a Nemzetközi Kinológiai Szövetség tagországai nem ismerik el.

## Jelleme
Kissé félénk és visszahúzódó viselkedése ellenére önálló, érdekes személyiségű kutya. A különlegességet kedvelő embereknek ideális társ. Természetes rideg felnevelés esetén kemény- és lelkes vadász- és versenykutya, amely sok mozgást igényel. Nagyon szeret más kutyák társaságában lenni, ezért kifejezetten ajánlatos egyszerre több egyedet tartani a kis olasz agárból. A lakásban általában békés természetű.

## Tartása
Igénytelen, könnyen gondozható és nem zavaró. A vékony szőrzete miatt a hidegre aránylag érzékeny kutyának hideg időben mozgásban kell maradnia.

## Adatok
- Marmagasság: 32–38 cm,
- Tömeg: 3–4 kg,
- Alomszám: 3-5 kölyök,
- Várható élettartam: 13-14 év